# دهستان دلبران
دهستان دلبران نام دهستانی در بخش دلبران استان کردستان در ایران است، براساس سرشماری مرکز آمار ایران در سال ۱۳۹۵، جمعیت آن ۷۶۰۰ نفر (۱۹۲۲ خانوار) بوده‌است.